# Morisia
Morisia là chi thực vật có hoa trong họ Cải.